# Полет 17 на „Емъри Уърлдуайд Еърлайнс“
Полет 17 на „Емъри Уърлдуайд Еърлайнс“ е редовен вътрешен товарен полет от международното летище „Рино – Тахо“, Рино, Невада, до международното летище „Джеймс М. Кокс Дейтън“, Дейтън, Охайо, с междинно кацане на летище „Сакраменто Матер“, Ранчо Кордова, Калифорния, Съединените американски щати, управляван от „Емъри Уърлдуайд Еърлайнс“. На 16 февруари 2000 г. самолетът „Дъглас DC-8-71F“, който изпълнява полета, се разбива малко след излитане от Ранчо Кордова върху депо за разглобяване на стари автомобили. В катастрофата загиват всички 3 души на борда.
Разследване на Националния съвет за безопасност на транспорта разкрива, че грешна процедура за поддръжка, приложена от авиокомпанията, довежда до неправилно натоварване. Окончателният доклад посочва, че катастрофата е причинена от отделяне на контролния панел на десния елеватор, причинено от неправилно монтиран закрепващ болт и неадекватна проверка на извършените действия. Съветът прави няколко препоръки и ги изпраща до Федералната авиационна администрация.
Една от издадените препоръки е да се провери всеки DC-8 на територията на Съединените американски щати, за да се предотвратят подобни катастрофи. Впоследствие Федералната авиационна администрация открива повече от 100 нарушения относно поддръжката от страна на „Емъри Уърлдуайд Еърлайнс“, включително едно, което причинява друг инцидент на 26 април 2001 г. Авикомпанията спира да изпълнява полети на 13 август 2001 г. и прекратява дейността си окончателно на 5 декември 2001 г.